# محمد والي زازي
محمد والي زازي ولد في 1955 في أفغانستان وحاليا يحمل الجنسية الأمريكية المجنسين المقيمين في مقاطعة أراباهو، كولورادو، وهو المشتبه به في المسائل المتعلقة بالإرهاب.